# Powłocznica lipowa

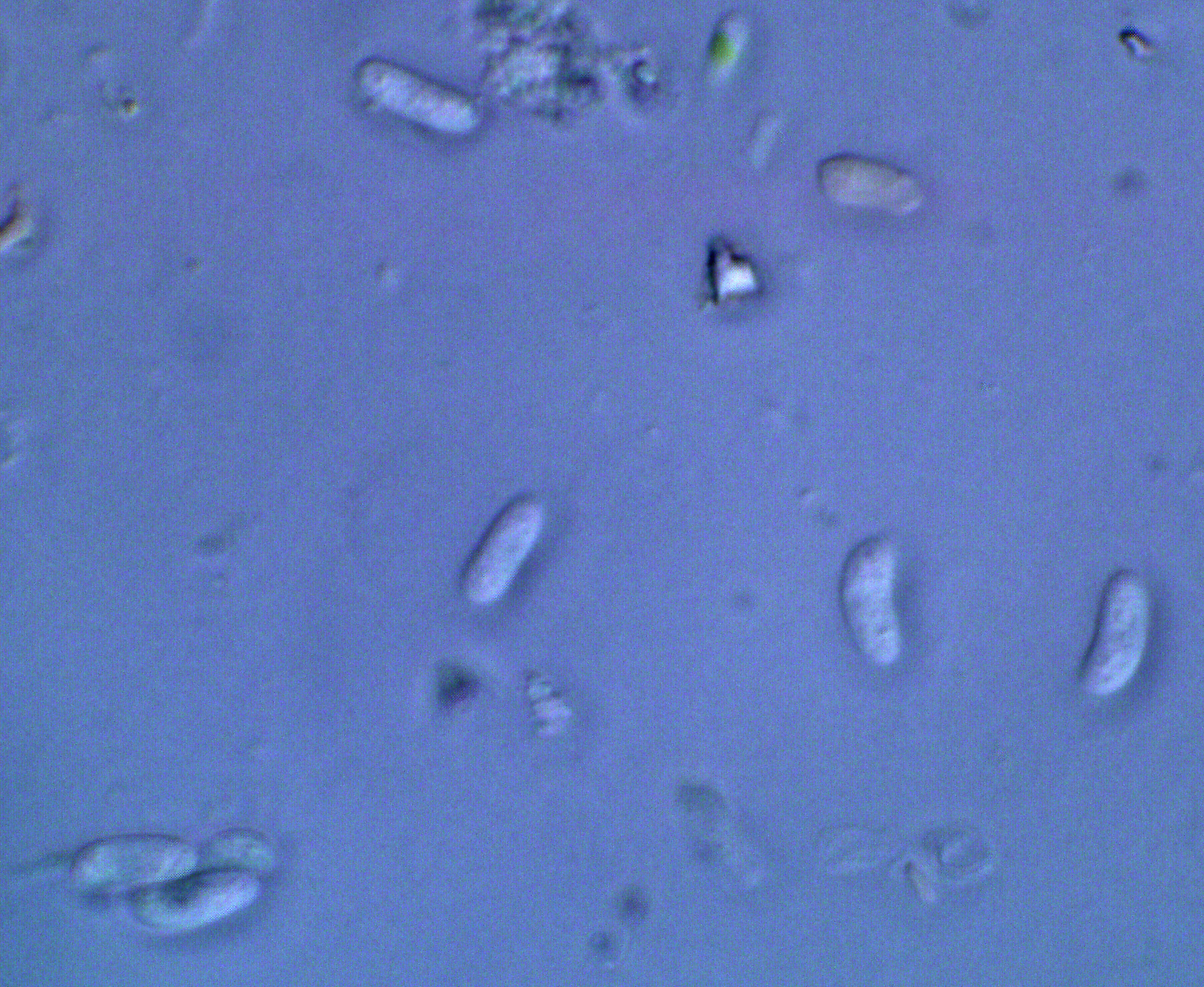
Zarodniki

Powłocznica lipowa (Peniophora rufomarginata (Pers.) Bourdot & Galzin) – gatunek grzybów z rodziny powłocznicowatych (Peniophoraceae).

## Systematyka i nazewnictwo
Pozycja w klasyfikacji według Index Fungorum: Peniophora, Peniophoraceae, Russulales, Incertae sedis, Agaricomycetes, Agaricomycotina, Basidiomycota, Fungi.
Po raz pierwszy opisał go w 1822 r. Christiaan Hendrik Persoon, nadając mu nazwę Thelephora rufomarginata. Obecną, uznaną przez Index Fungorum nazwę nadali mu w 1913 r. Jacques Boidin i Amédée Galzin.
Synonimy:
- Peniophora corticalis subsp. rufomarginata (Pers.) Bourdot & Galzin 1913
- Stereum rufomarginatum (Pers.) Quél. 1888
- Thelephora rufomarginata Pers.[2]

Polską nazwę podali Barbara Gumińska i Władysław Wojewoda w 1983 r.

## Morfologia
Owocnik
Rozpostarty, ściśle przylegający do podłoża, ale o odgiętym brzegu. Tworzy płaty o różowofioletowej powierzchni, grubości 0,5 mm i długości kilku cm.
Cechy mikroskopowe
Zarodniki cylindryczne, nieco zgięte, gładkie, szkliste, 7-8 x3-3,5. Lamprocystydy o grubych ścianach, tępe lub spiczaste. Strzępki grubościenne, słabo podzielone, ze sprzążkami.
Gatunki podobne
Na lipach występuje także powłocznica cielista (Peniophora cinerea) i powłocznica dębowa (Peniophora quercina). P. cielista ma brzegi nieodstające, p. dębowa ma większe zarodniki.

## Występowanie
Powłocznica lipowa występuje w Europie i Azji, podano także jedno jej stanowisko we wschodniej części USA. W Polsce W. Wojewoda w 2003 r. przytoczył liczne stanowiska z uwagą, że gatunek ten nie jest zagrożony i prawdopodobnie pospolity. Bardziej aktualne stanowiska podaje internetowy atlas grzybów. Znajduje się w nim w rejestrze gatunków zagrożonych i wartych objęcia ochroną.
Nadrzewny grzyb saprotroficzny. Występuje w parkach, przy drogach i w różnego rodzaju zadrzewieniach w miastach i wsiach, oraz w lasach. Rozwija się przez cały rok na gałęziach lipy. Nie notowana na innych gatunkach drzew.